# Stapeltor

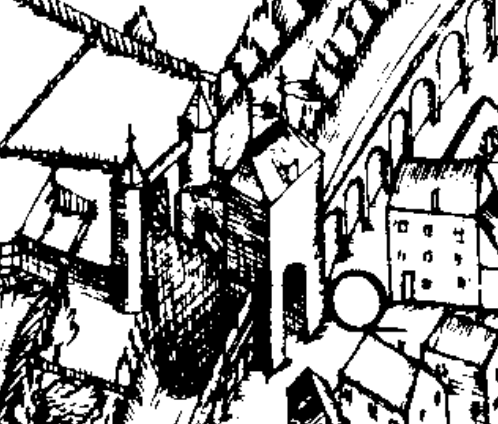
Das Stapeltor mit angrenzender Stadtmauer im Plan des Johannes Corputius 1566

Das Stapeltor war eines der vier Haupttore der Stadt Duisburg, wie sie im Stadtplan des Johannes Corputius von 1566 überliefert sind. Heute erinnert die Bezeichnung des Platzes Stapeltor zwischen Springwall und Kuhlenwall in der Altstadt noch an seinen ehemaligen Standort. Das östliche Tor der Stadt war mit einem Vorwerk gesichert, das von zwei Rundtürmen flankiert wurde. Wie die anderen Tore der Stadtbefestigung, so wurde auch das Stapeltor in der ersten Hälfte des 19. Jahrhunderts abgerissen.
Innerhalb der mittelalterlichen Stadt wird für den Bereich zwischen Stapeltor und Burgplatz das Kaufmannsviertel Duisburgs vermutet. Die alte Ruhrmündung, die vor dem Stapeltor auf einen Altrheinarm traf, wurde im Mittelalter wahrscheinlich als Hafen genutzt. In diesem Bereich wurde Ende der 1990er Jahre im Rahmen der IBA Emscherpark ein Dienstleistungspark errichtet. Heute greift das seit 2019 hier verortete soziokulturelle Zentrum Stapeltor den Namen des Tores auf.
Neben dem Stapeltor sind die Namen fünf weiterer Duisburger Stadttore überliefert, die  im Corputius-Plan erkennbaren: Schwanentor, Kuhtor und Marientor; dazu das Liebfrauentor (Liefkenporte) im 13. Jahrhundert und das Fischetor aus dem 14. Jahrhundert. 